# ジーブ・ミルカ・シン
ジーブ・ミルカ・シン（Jeev Milkha Singh, タミル語: ஜீவ் மில்க்கா சிங், 1971年12月15日 - ）は、インド・チャンディーガル出身の男子プロゴルファー。インドを代表するゴルファーとして、アジアンツアー・ヨーロッパツアー・日本ツアー・アメリカツアーなど、世界各地のツアーで活動している。これまでにアジアンツアー6勝・ヨーロッパツアー3勝・日本ツアーで4勝を挙げており、インド人選手として最初のマスターズ出場も果たしている。父親は1950年代後半から60年代前半に活躍した陸上競技選手のミルカ・シン。

## 経歴
11歳からゴルフを始め、1993年にプロ入り。同年にマレーシア開催のトーナメントでプロ初優勝。1995年にアジアンツアーの「フィリピン・クラシック」で優勝し、同ツアーの賞金ランキング3位に入る。同年4月の「ダンロップオープンゴルフ選手権競技」で日本ツアーにデビューする。その後アジアンツアーでは1996年の「フィリップモリス・アジアカップ」と1999年の「レクサス・インターナショナル」で優勝があり、1998年にはヨーロッパツアーにもデビューした。2001年以後、シンは日本ツアーにも年間フル参戦するようになる。
2006年に入り、ジーブ・ミルカ・シンは欧州や日本などの国際ツアーで成績を伸ばし始める。4月中旬の「ボルボ・チャイナオープン」でヨーロッパツアー初優勝を果たすと、10月の欧州ツアー年間最終戦「ボルボ・マスターズ」でも優勝し、ヨーロッパの賞金ランキング16位に食い込んだ。その勢いに乗り、日本ツアーのカシオワールドオープンとゴルフ日本シリーズで2週連続優勝を達成。2007年にインド人選手として史上初のマスターズ出場者になり、37位タイに入った。
2008年1月に結婚。6月に「オーストリア銀行オープンゴルフ」で欧州ツアー3勝目を挙げる。この年はゴルフメジャー大会でも、2年連続2度目のマスターズ出場で25位になり、全米プロゴルフ選手権で9位入賞を果たす。アジアンツアーでは初の賞金王（賞金ランキング1位）になり、日本ツアーでもセガサミーカップとゴルフ日本シリーズで2勝を挙げた。ゴルフ日本シリーズの開幕直前に、夫人が最初の子供を流産したとの知らせが入る。その苦境を乗り越えて、日本ツアーの年間最終戦で2年ぶり2度目の優勝を決めた。最終ラウンドは17歳の石川遼がシンと同組になり、多数のギャラリーが観戦に集まった。
2009年3月、シンは世界ゴルフ選手権シリーズ第2戦のCA選手権で単独4位に入り、世界ランキング自己最高位を29位に上げた。

## ツアー優勝歴

### 欧州ツアー
- 2006年：ボルボ中国オープン、ボルボ・マスターズ
- 2008年：オーストリア・オープン
- 2012年：スコティッシュ・オープン

### アジアンツアー
- 1995年：フィリピン・クラシック、アジアマッチプレー
- 1996年：フィリップ・モリス・アジアカップ
- 1999年：レクサス・インターナショナル
- 2006年：ボルボ中国オープン（欧州ツアーとの合同大会）
- 2008年：シンガポール・オープン

### 日本ツアー
- 2006年：カシオワールドオープンゴルフトーナメント、ゴルフ日本シリーズ
- 2008年：長嶋茂雄Invitational セガサミーカップゴルフトーナメント、ゴルフ日本シリーズ

### その他
- 1993年：Southern Oklahoma State Open, Bukit Kaira Golf Championship (マレーシア)
- 1994年：Shinhan Donghae Open (韓国、アジアンツアー非公認), 北インドオープン
- 1995年：タイプロゴルフ選手権, Mahindra BPGC Open (インド), トヨタ・クラウン・オープン (タイ)